# Culex winkleri
Culex winkleri är en tvåvingeart som beskrevs av John Nicholas Belkin 1962. Culex winkleri ingår i släktet Culex och familjen stickmyggor. Inga underarter finns listade i Catalogue of Life.